# Léonie Duquet
Léonie Duquet   (Longemaison, 9 d'abril de 1916 - Argentina i oceà Atlàntic, desembre 1977) va ser una monja catòlica francesa detinguda-desapareguda durant la dictadura militar a l'Argentina autodenominada Procés de Reorganització Nacional (1976-1983). El cas de la desaparició i assassinat de Léonie Duquet està relacionat amb el de la seva companya de congregació, Alice Domon, i el cas d'ambdues és mundialment conegut com el de «les monges franceses».

## Biografia
Léonie Duquet va néixer en el llogaret de La Chenalotte, a la regió de Longemaison-Les Combes, en la zona muntanyosa del departament del Doubs (Haut-Doubs), a França, prop de la frontera suïssa. Des de jove va ingressar a la congregació de les Missions Estrangeres de París (Missions étrangères de Paris) que la va enviar el 1949 a l'Argentina, instal·lant-se en Hurlingham i Morón, en el cordó industrial de Buenos Aires, orientant-se a la catequesi de persones amb necessitats especials.
Duquet va formar allà part del grup dirigit pel sacerdot Ismael Calcagno, cosí polític de Jorge Rafael Videla, el dictador al comandament en el moment de ser segrestada i assassinada. Paradoxalment, Léonie Duquet va conèixer a Videla de jove a causa que aquest va recórrer a la seva ajuda per a l'assistència del seu fill Alejandro, un nen discapacitat a qui Léonie va cuidar, ensenyar i li va fer la catequesi a la Casa de la Caritat de Morón.
En la dècada del 1960, Léonie Duquet va ser convidada pel bisbe Monsenyor Jaime de Nevares per traslladar-se a la província de Neuquén, a la Patagònia, i treballar amb la comunitat maputxe a la localitat de El Malleo.
Després va tornar al Gran Buenos Aires per a treballar en el Col·legi Sagrat Cor de Jesús de Castelar i realitzar catequesi alliberadora a Ramos Mejía, on va establir la seva llar.
Al produir-se el cop militar del 24 de març de 1976 i instal·lar-se un règim fundat en el terrorisme d'estat, Léonie va prendre la decisió d'actuar en defensa dels drets humans. Per explicar la seva actitud solia repetir una frase: «Callar avui seria covard».
Per aquest temps va allotjar a casa seva la monja Alice Domon, qui havia anat a Corrientes per ajudar en la recerca de desapareguts vinculats a les Lligues Agràries que organitzaven als petits productors de cotó. Moltes de les reunions de les primeres organitzacions de drets humans es realitzaven a casa seva.
Al desembre de 1977 Léonie, junt amb Alice Domon, les Mares de Plaça de Mayo i altres activistes de drets humans, van preparar una llista amb els noms dels desapareguts per a reclamar al govern que donès a conèixer on es trobaven. La llista va ser publicada al diari La Nación el 10 de desembre de 1977, el mateix dia de la seva desaparició. Entre els signants hi figura el nom de Gustavo Niño, nom fals que va utilitzar el llavors capità de la marina Alfredo Astiz per infiltrar-se al grup de les Mares de Plaça de Mayo.

## Desaparició, segrest, tortura i assassinat
Entre el dijous 8 de desembre i el dissabte 10 de desembre de del 1977 un grup de militars sota el comandament d'Alfredo Astiz va segrestar un grup de 12 persones vinculades a les Mares de Plaça de Mayo. Entre elles es trobava Léonie Duquet, juntament amb la fundadora de Mares de Plaça de Mayo, Azucena Villaflor, i la seva companya, també monja francesa, Alice Domon.
La major part de el grup va ser segrestat a l'església Santa Cruz, situada al barri de Sant Cristóbal de la ciutat de Buenos Aires, on solien reunir-se, pel grup de tasques 3.3.2. Com que Léonie no es trobava allà, els militars van anar el 10 de desembre a Ramos Mejía, al Gran Buenos Aires, per segrestar-la a la Capella de San Pablo. Els segrestadors van enganyar a Duquet dient-li que Alice Domon havia patit un accident i que es trobava en un hospital, oferint-se a portar-la.

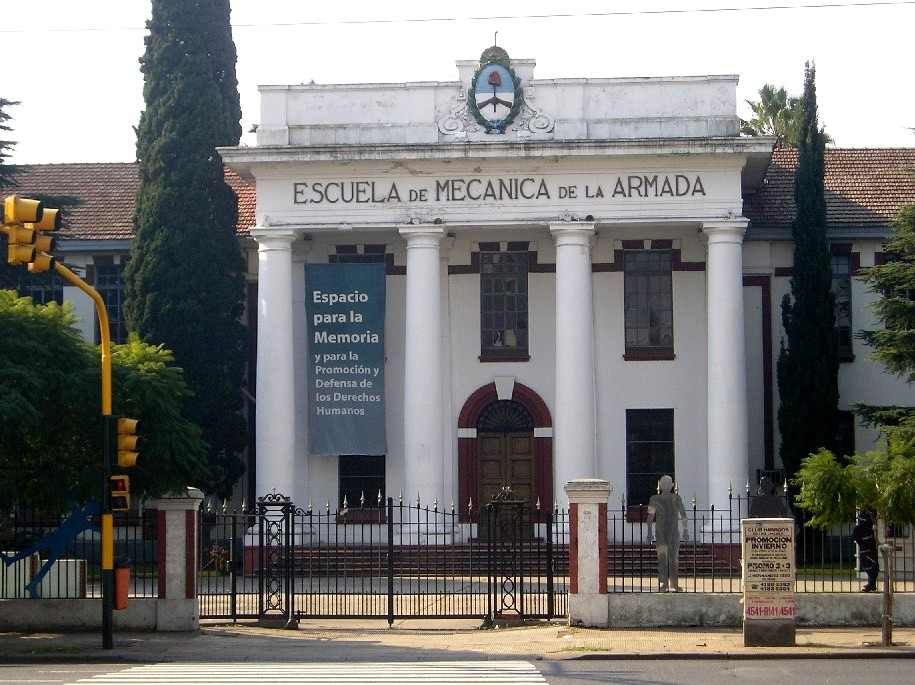
Escola de Mecànica de l'Armada (ESMA), on funcionava el Grup de Tasques 3.3.2 durant el Procés de Reorganització Nacional
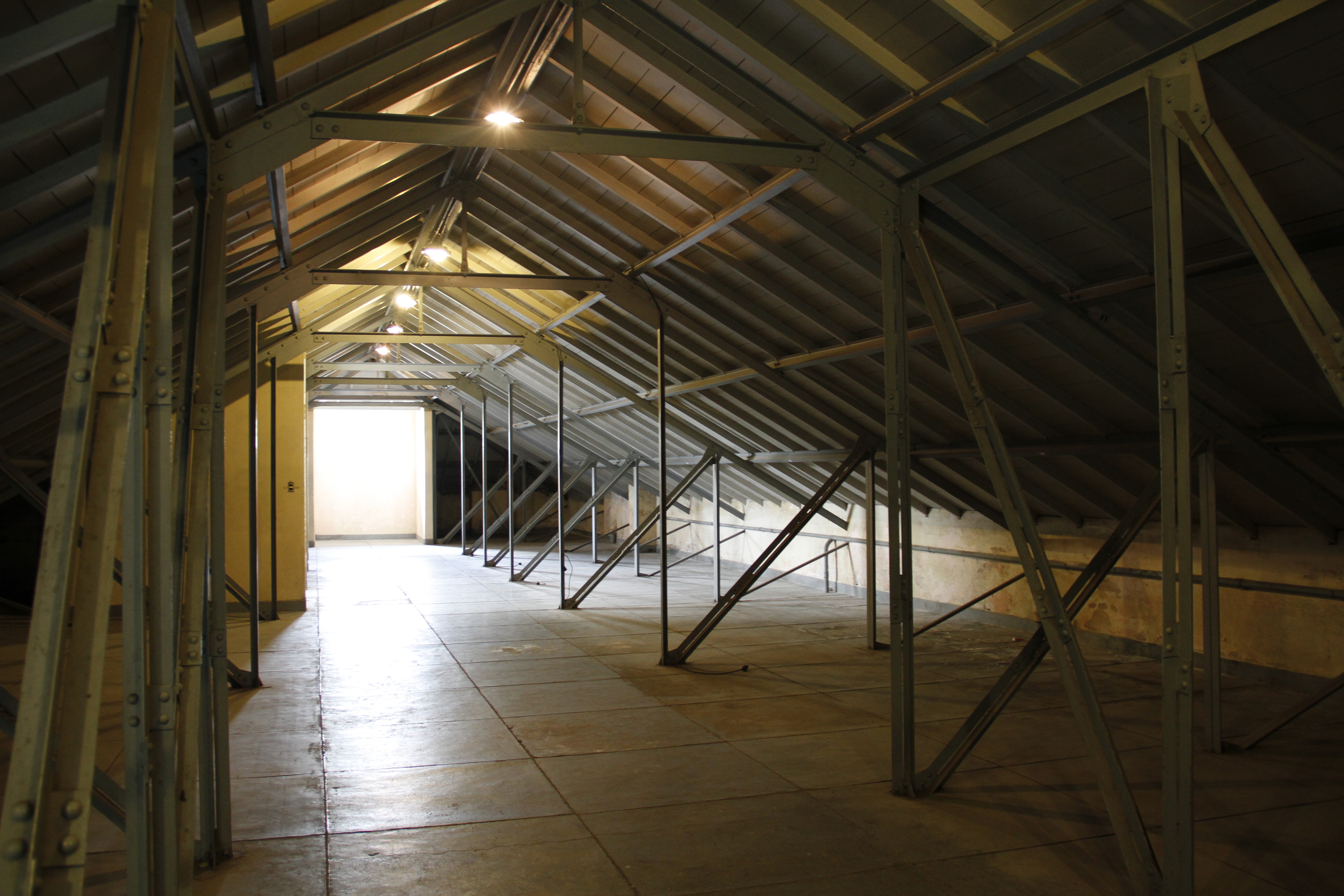
Tercera planta de l'ESMA, coneguda amb els noms de «Capucha» i «Capuchita», anomenada així perquè els presoners estaven obligats a mantenir el cap tapat amb una caputxa

Léonie va ser portada directament a centre clandestí de detenció situat a l'Escola de Mecànica de l'Armada (ESMA), sota el control de la Marina Argentina, on va ser reclosa en el sector denominat «Capuchita». Allí va romandre aproximadament deu dies, lapse durant el qual va ser constantment torturada. En l'informe Nunca Más, els testimonis Maggio i Cubas, supervivents de l'ESMA, van relatar el que sabien sobre la seva sort:
| «                                                      | ... El mateix va passar amb les religioses franceses Alice Domon i Leonie Renée Duquet. Vaig tenir oportunitat personal de parlar amb la germana Alice, ja que va ser portada juntament amb la germana Renée a la tercera planta del Casino d'Oficials de l'ESMA, lloc on em trobava captiu. Això passa al voltant de l'11 o 12 de desembre. És quan m'explica que havia estat segrestada en una església, junt amb familiars de desapareguts. Després vaig saber que eren tretze persones; les germanes estaven molt colpejades i febles, ja que per dur al bany a la germana Alice havien de sostenir-la dos guàrdies. Li vaig preguntar si l'havien torturat i em va contestar afirmativament: l'havien lligat a un llit totalment nua i li havien aplicat la picana per tot el cos; a més va dir que després l'havien obligat a escriure una carta a la Superiora de la seva Congregació, la va escriure en francès sota constant tortura, i posteriorment li van treure una foto a les dues, assegudes al costat d'una taula. Les fotos van ser tretes en el mateix lloc on les van torturar: el soterrani de Casino de l'Oficials. Les germanes van estar en l'ESMA uns deu dies, torturades i interrogades. Després van ser «traslladades» juntament amb les onze persones restants. Els rumors interns fonamentats per la pressa amb que es va treure d'allí a aquestes persones, indicaven l'assassinat de les mateixes. | » |
| — Testimoni d'Horacio Domingo Maggio, Lligall n° 4450. | |   |

| «                                                    | Van caure al voltant de 10 o 12 familiars, entre ells la Germana francesa Alice Domon. Més tard va ser duta també a l'ESMA la germana Rennée Duquet, de la mateixa Congregació religiosa que la germana Alice. A la germana Renée la van allotjar a la «Capuchita». Les germanes Alice i Renée van ser salvatgement torturades, especialment la primera. La conducta d'elles va ser admirable. Fins en els seus pitjors moments de dolor, la Germana Alice, qui estava en la «Capucha», preguntava per la sort dels seus companys i en el súmmum de la ironia, en forma particular pel «noiet ros», que no era altre que el Tinent de fragata Astiz (qui s'havia infiltrat en el grup fent-se passar per familiar d'un desaparegut) ... a punta de pistola van obligar a la germana Alice a redactar una carta de pròpia mà ... per coronar aquesta paròdia se les va fotografiar (a les dues Germanes) en el propi laboratori fotogràfic de l'ESMA, on apareixien assegudes davant d'una taula amb una bandera del Partit Montonero enrere. Les germanes Alice i Renée van ser «traslladades» i juntament amb elles els familiars segrestats en la mateixa circumstància. | » |
| — Testimoni de Lisandro Raúl Cubas, Lligall n. 6974. | |   |

La nacionalitat francesa de les germanes Léonie Duquet i Alice Domon va generar un escàndol internacional, especialment amb França. Per aquesta raó el Cap de l'Armada i membre de la Junta Militar, Emilio Massera, va ordenar simular que les dues monges havien estat segrestades per l'organització guerrillera Montoneros. Amb aquesta finalitat Domon va ser obligada sota tortura a escriure una carta a la seva superiora de la congregació, carta que va ser escrita en francès, dient que havien estat segrestades per un grup opositor al govern de Videla. Després les van treure una fotografia on apareixen les dues monges assegudes davant d'una bandera de Montoneros i exhibint un exemplar del diari La Nación. La fotografia, que va ser presa en el subterrani del Casino d'Oficials de l'ESMA i en què les dues religioses apareixen amb evidents signes d'haver estat torturades, va ser enviada a la premsa francesa.
Durant el seu captivera, una altra detinguda, Graciela Daleo, es va trobar amb Léonie Duquet a la cuina, on es trobava asseguda i encaputxada i recentment portada de la sala de tortures. Daleo li va preguntar llavors què necessitava, al que Léonie li va respondre: «Un cafè». Immediatament un guàrdia li va ordenar a Daleo retirar-se. És l'últim testimoni que es té de la seva vida.
El 15 de desembre de 1977, el diari La Nación va publicar una notícia de l'agència EFE sota el títol «Vives i amb bona salut». Allà s'informava que la Mare Superiora de la Congregació declarava des de França que les germanes Léonie i Alice havien estat detingudes i que «es troben vives i amb bona salut». Aclaria també que la informació provenia del nunci apostòlic a l'Argentina.
Probablement el dia 17 o 18 de desembre de 1977, les dues germanes i la resta del grup, van ser «traslladades» a l'aeroport militar que es troba a l'extrem sud de l'Aeroparque de la ciutat de Buenos Aires, pujades calmats a un avió de la Marina i llançades vives a la mar davant de la costa de Santa Teresina, morint al xocar contra l'aigua. En un exemple d'humor atroç dels marins vinculats a la repressió durant el Terrorisme d'Estat solien en aquells temps fer referència a «les monges voladores».

## Identificació del seu cos i enterrament
El 20 de desembre de 1977 van començar a aparèixer cadàvers provinents de la mar a les platges de la província de Buenos Aires, per la zona dels balnearis de Santa Teresita i Mar del Tuyú. Els metges policials que van examinar els cossos en aquesta oportunitat van registrar que la causa de la mort havia estat «el xoc contra objectes durs des de gran altura» (vols de la mort), com indicaven el tipus de fractures òssies constatades, succeïdes abans de la mort. Sense realitzar més esbrinaments, les autoritats locals van disposar immediatament que els cossos fossin enterrats com NN al cementiri de la propera ciutat de General Lavalle.
El 1984, en el marc de la investigació de la CONADEP i del Judici a les Juntes, es van realitzar excavacions al cementiri de General Lavalle, trobant-se una gran quantitat de restes òssies provinents dels cadàvers trobats a les platges de Sant Bernat i Lucila de la Mar. Aquestes restes van ser utilitzades en el Judici a les Juntes i guardades després en 16 borses. A partir de llavors, el jutge Horaci Cattani va començar a acumular causes sobre desapareguts. Malgrat les lleis de Punt Final i Obediència Deguda, que van paralitzar les investigacions, Cattani va assolir armar el 1995 un arxiu de 40 m² on allotjar totes aquestes proves.
El 1990, un tribunal francès de París va jutjar el capità argentí Alfredo Astiz, conegut per haver arrestat Duquet i que es creia que estava implicat en la «desaparició» de Domon. Va ser condemnat a cadena perpètua in absentia pel segrest de les dues germanes. A l'Argentina, en aquell moment, ell i altres oficials militars i de seguretat van ser protegits contra el processament per les lleis d'impunitat aprovades el 1986 i 1990. Aquestes van ser derogades el 2003 i declarades inconstitucionals el 2005, i el govern va reobrir la persecució dels crims comesos durant la dictadura.

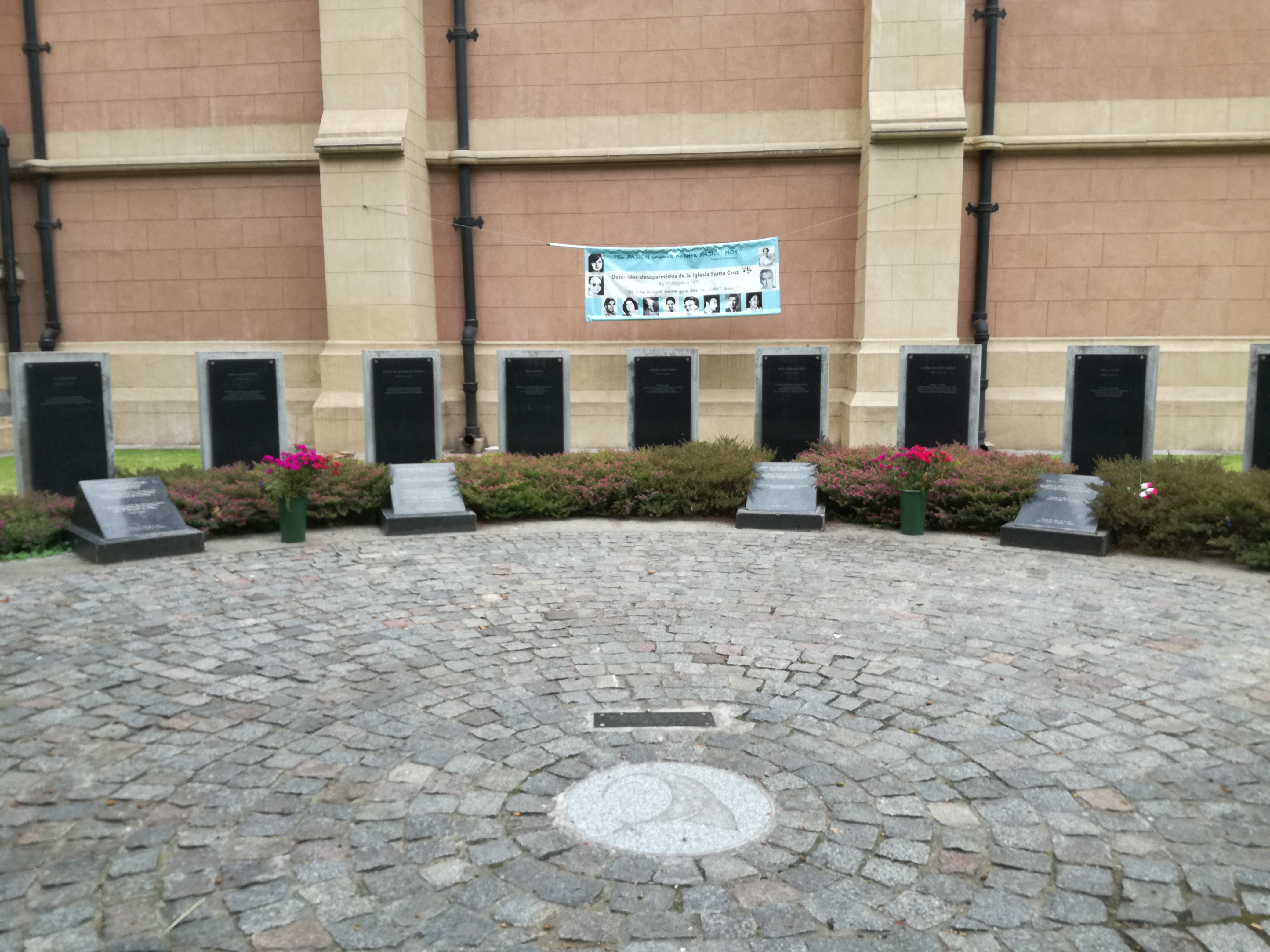
Solar de la Memòria a l'Església de la Santa Cruz, on es troben les restes de Léonie Duquet, junts als d'Azucena Villaflor, María Ponce i Esther Ballestrino
Grafit a Buenos Aires, exigint justícia per a les víctimes de la dictadura cívico-militar de l'Argentina

El 2003, l'intendent de General Lavalle va informar que s'havien localitzat noves tombes de NN en el cementiri de la ciutat. El jutge Cattani va ordenar llavors realitzar noves excavacions amb l'Equip Argentí d'Antropologia Forense (EAAF), on es van descobrir dues línies de tombes, una per sobre de l'altra. Es van descobrir així vuit esquelets, cinc corresponents a dones, dues corresponents a homes i un, classificat com GL-17, que es va definir com «probablement masculí». Cattani va enviar els ossos a laboratori d'Inmunogenética i Diagnòstic Molecular (LIDMO) de Córdoba, pertanyent a l'EAAF. Entre d'altres materials, el jutge va enviar també una mostra de sang d'un nebot de Léonie Duquet. Els resultats de laboratori van ser determinant que les restes pertanyien al grup de segrestats entre els dies 8 i 10 de desembre de 1977. El 29 d'agost de 2005, el jutge Cattani va rebre l'informe establint que les restes individualitzats com GL-17 pertanyien a Léonie Duquet.
El 25 de setembre de 2005, 27 anys després d'haver estat assassinada, Léonie Duquet va ser enterrada al jardí de l'Església Santa Cruz, a Buenos Aires, al costat de les dues mares de Plaça de Maiyo segrestades amb ella, María Ponce de Bianco i Esther Ballestrino de Careaga, i l'activista de drets humans Ángela Auad. Les cendres d'Azucena Villaflor van ser escampades a la Plaça de Mayo. En l'enterrament es va llegir una declaració del president de França, Jacques Chirac, que diu:
| « | Estimats amics argentins, els meus estimats compatriotes: Avui per fi podem dir adéu a la Germana Léonie. Prop de trenta anys han passat des d'aquell dia de desembre de 1977, una mica abans de Nadal, quan el seu botxí, l'excapità Astiz, mitjançant una simple abraçada a l'atri d'aquesta església, la va condemnar irremeiablement a la mort. Aquest dia de desembre, la Germana Léonie, amb la seva companya la germana Alice, com moltes altres, va desaparèixer. Darrere d'aquest terme, una realitat aterridora: la captivitat, la tortura, els cossos llançats a la mar, que travessa la mentida sobre el que va succeir i el pesat silenci dels cossos absents. Què crims va cometre la Germana Léonie per merèixer tal sort? De quina violència era culpable per a aquells que la van torturar i assassinar? La Germana Léonie estava habitada per la seva fe i la seva fam de justícia. La seva rebel·lia no era ideològica ni partisana, ella estava impregnada d'humanitat. Filla de l'Evangeli, ella portava socors a les famílies amb fills desapareguts. Amb altres dones que valentament protestaven a la plaça de Mayo, ella es va alçar contra la barbàrie. Avui, en nom de França, jo vinc a retre un homenatge solemne a la Germana Léonie i a presentar totes les meves condolences als membres de la seva família aquí presents. França es pot sentir orgullosa de comptar entre els seus a la Germana Léonie que, per una causa justa, va sacrificar la seva vida a l'Argentina, país que ella volia tant com la seva terra natal, i país que ella igualment va estimar. La viva emoció que va produir l'anunci de la descoberta dels seus cossos testimoni, aquí com a França, el caràcter emblemàtic del seu martiri. Però jo no puc oblidar a tots aquells que tenen familiars segrestats i assassinats per la dictadura, i jo he de associar-los a aquest homenatge solemne. Penso, en particular, en les famílies franceses de desapareguts que encara busquen els seus, perquè no perdin l'esperança. Penso en la Germana Alícia, unida a la Germana Léonie en el dolor i en la nostra memòria. França aquesta amb les seves famílies. Fidel als seus compromisos, França anhela que tota la llum es faci sobre allò que va succeir durant els anys de plom de la dictadura i que els culpables siguin finalment condemnats. Gràcies a la feina de les organitzacions no governamentals (de l'equip argentí d'antropologia forense, que va complir una tasca difícil però destacable, les mares i àvies de plaça de Maig), gràcies al coratge i la determinació dels familiars de desapareguts, gràcies als esforços dels poders públics, la veritat progressa. No es pot construir el provenir sobre l'oblit. Només es pot edificar sobre la memòria. Avui, alhora tristos i plens d'esperança, nosaltres recordem a la Germana Léonie, el seu exemple, la seva vida i el seu coratge: ella il·lumina, a través dels anys, la nostra memòria. Que ella guiï la conducta de les generacions que vindran i nosaltres exhortem a mai més tolerar l'intolerable. | » |

Els seus familiars, presents a la cerimònia, van manifestar el seu acord perquè les restes de Léonie descansessin a l'Argentina, «un país què estimava molt».
El 2005, Alfredo Astiz va ser detingut a l'Argentina en una instal·lació naval acusat de segrest i tortures (Astiz va ser destituït de l'exèrcit el 1998 per fer declaracions a la premsa defensant les seves accions sota la dictadura militar). Després de la identificació de les restes de Duquet, el govern francès va demanar l'extradició d'Astiz per complir la seva condemna a França i ser jutjat per l'assassinat de Duquet.

## Encobriment per part dels Estats Units d'Amèrica
Documents secrets del govern dels Estats Units d'Amèrica desclassificats el 2002 proven que el govern estatunidenc sabia des de 1978 que els cossos sense vida de les monges franceses (Alice Domon i Léonie Duquet) i de les mares de Plaça de Mayo (Azucena Villaflor, Esther Ballestrino i María Ponce), havien estat trobades en les platges de Buenos Aires. Aquesta informació va ser mantinguda en secret i mai va ser comunicada al govern argentí.
La dada està inclosa en el document 1978-BONS-02346 dirigit pel llavors ambaixador dels Estats Units a l'Argentina, Raúl Castro, al secretari d'Estat dels Estats Units, amb data de el 30 de març de 1978, i esmenta com a objecte «Informe sobre monges mortes». Textualment el document diu:
| « | 1. A.F.P. Març 28 Història recopilada a París informa que els cossos de dues monges franceses (Alicia Doman i Renee Duguet) que van ser segrestades a mitjan desembre amb altres onze activistes de drets humans van ser identificats entre els cossos prop de Badia Blanca. 2. Buenos Aires estava plena de certs rumors des de fa un mes sobre constàncies de la descoberta d'un nombre de cadàvers portats a la platja per vents inusualment forts al llarg de la mar atlàntica en punts propers a la boca del Riu de la Plata unes 300-350 milles a nord de Bahia Blanca (Veure Buenos Aires 1919 per a control). 3. (Secció esborrada) que va estar tractant de rastrejar aquests rumors té informació confidencial que les monges van ser segrestades per agents de seguretat argentins i en algun moment van ser transferides a la localitat de Junín que es troba prop de 150 milles a l'oest de Buenos Aires. 4. L'Ambaixada també té informació confidencial obtinguda a través d'una font (protegida) del govern argentí que set cossos van ser descoberts fa algunes setmanes a la platja atlàntica prop de Mar del Plata. D'acord a aquesta font, els cossos eren els de les dues monges i cinc mares que van desaparèixer entre el 8 i el 10 de desembre de 1977. La nostra font confirma que aquests individus van ser segrestats per membres de les forces de seguretat actuant sota el seu ampli mandat contra terroristes i subversius. A més, la font va declarar que pocs individus en el GOA estaven al tant d'aquesta informació. 5. Aquesta font ha informat veraçment en el passat i tenim raons per creure que té coneixement sobre qüestions de desaparicions. L'Ambaixada sol·licita que el seu informe sigui protegit per evitar comprometre una font que ha provat ser útil en proveir informació concernent a individus perduts o desapareguts. CASTRO. | » |

## Judicis a l'Argentina
Durant els judicis de l'ESMA, Luis María Mendía va declarar el gener del 2007 davant del tribunal argentí que un agent d'intel·ligència francès, Bertrand de Perseval, havia participat en el segrest de Duquet i Domon. Perseval va negar qualsevol vincle amb el segrest de les monges. Ha admès haver estat membre de l'Organisation armée secrète (OEA) operada pels francesos a Algèria durant la guerra civil i va dir que va anar a l'Argentina després que els acords d'Évian de març del 1962 van posar fi la guerra d'Algèria (1954-1962).
Des de fa temps es sospita que els agents d'intel·ligència francesos havien format homòlegs argentins en tècniques de «contrainsurgència» (inclòs l'ús de la tortura en les investigacions). El documental televisiu de Marie Monique Robin, Les escadrons de la mort – l'école française (Els esquadrons de la mort - l'escola francesa, 2003), basat en el seu llibre, documentava que els serveis d'intel·ligència francesos havien format contraparts argentines en tècniques de contrainsurgència.
Durant el seu testimoni, Luis María Mendia es va referir a la pel·lícula com a prova i va demanar que el tribunal argentí requerís l'expresident francès Giscard d'Estaing, l'exprimer ministre francès Pierre Messmer, l'exambaixador francès a Buenos Aires, François de la Gorce, i tots els funcionaris de l'ambaixada francesa a Buenos Aires entre 1976 i 1983 per ser citats davant el tribunal per la seva part en els abusos. A més d'aquesta connexió francesa, va dir que l'excap d'estat Isabel Perón i els exministres Carlos Ruckauf i Antonio Cafiero, que van signar els «decrets antisubversió» abans del cop d'estat de Videla del 1976, havien establert la política i el mecanisme per al terrorisme d'estat.
Graciela Daleo, supervivent de l'ESMA, va caracteritzar les acusacions de Mendía com una tàctica per justificar els seus crims com a legítims. Segons la Llei d'Obediència Deguda de 1987, aprovada per la pressió dels militars, els militars de baix nivell i el personal de seguretat no podien ser processats pel compliment d'ordres. De la mateixa manera, Mendía va dir que ell i altres havien obeït els «decrets antisubversió» d'Isabel Perón (donant-los un aspecte formal de legalitat, tot i que la Constitució argentina prohibia la tortura).
Les lleis de perdó de 1986 i 1987 van ser derogades el 2003 i dictades inconstitucionals pel Tribunal Suprem argentí el 2005. En el moment del judici de Mendía, aquesta legislació no proporcionava cap protecció a ell ni a altres acusats per delictes comesos sota la dictadura militar.
El 2012, un fiscal argentí va presentar càrrecs contra Julio Alberto Poch, un pilot holandès-argentí, per haver pilotat l'helicòpter que transportava Domon, Duquet i tres dones més per a ser llençades a l'oceà Atlàntic.

## Memòria

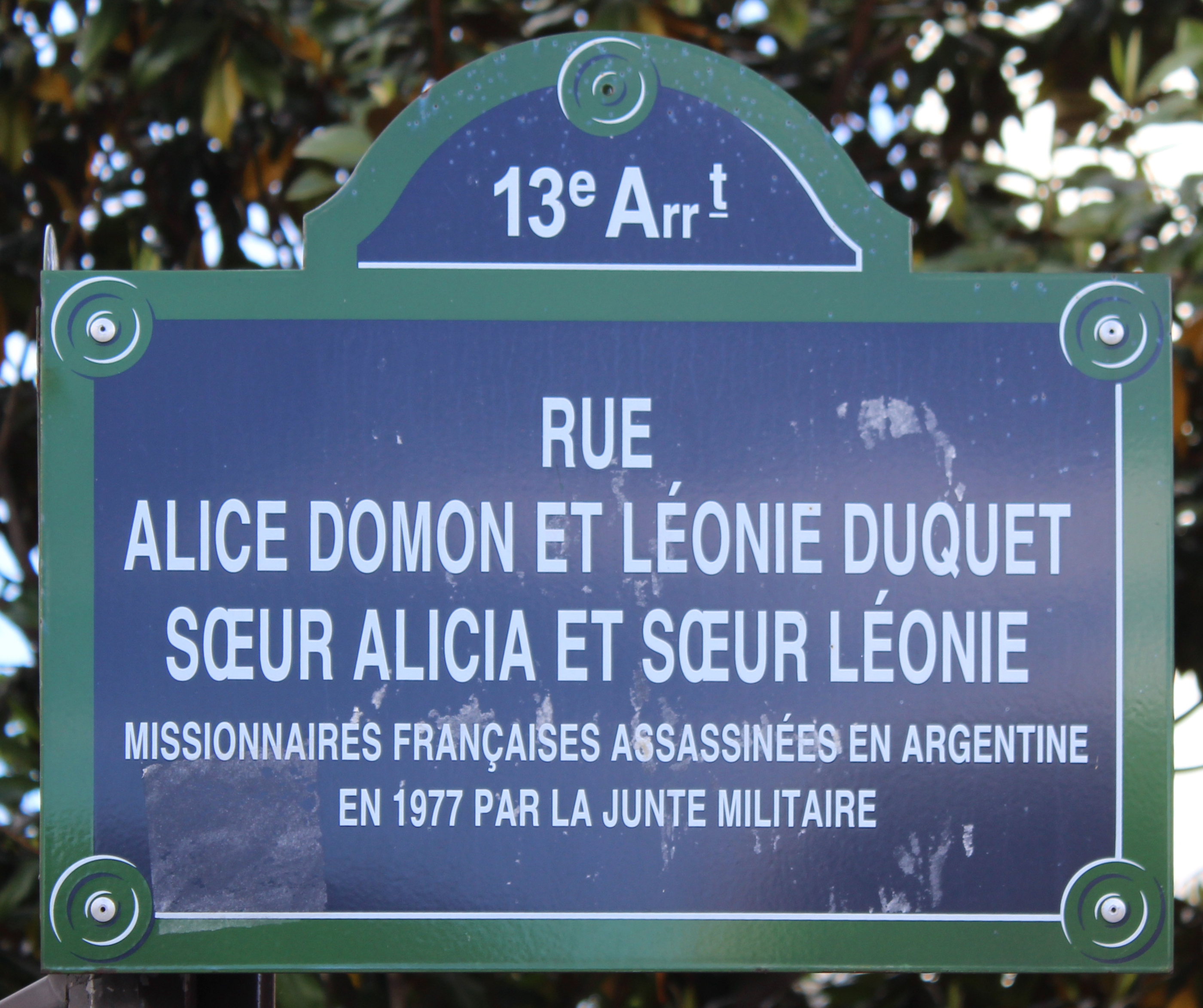
Placa del carrer Alice Domon i Léonie Duquet, de París

Cada 8 de desembre, a l'església Santa Cruz, de Sant Cristòfol, es recorda l'aniversari de la desaparició del grup de Mares de Plaça de Mayo, activistes de drets humans i les dues monges franceses, Léonie Duquet i Alice Domon.
L'any 2000, per Llei n. 397, la Legislatura de la Ciutat de Buenos Aires va anomenar «Germana Alice Domon i germana Leonie Duquet» a la placeta situada en la intersecció dels carrers Moreto, Medina i Cajaravilla.
L'alcalde de París va decidir el 2005 anomenar un carrer en honor d'Alice Domon i Léonie Duquet (rue Alice-Domon-et-Léonie-Duquet). Aquest carrer es troba al 13è districte de París.
El 12 d'abril de 2017, a partir de la realització de l'Acte Protocolar d'Imposició de Nom, l'Escola d'Educació Secundària n. 2 de Paratge Pavón, districte de General Lavalle, a la província de Buenos Aires, va passar a anomenar-se oficialment EES n. 2 «Léonie Duquet».